# Johannes Canter
Johannes Canter (* 1424 in Groningen; † 1497) war ein Humanist und Astronom und Jurist. Er war Schüler des Johann Wessel, Hofastrologe des deutschen Kaisers Friedrich III. und ein Freund des Dichters Rudolf Agricola.

## Leben

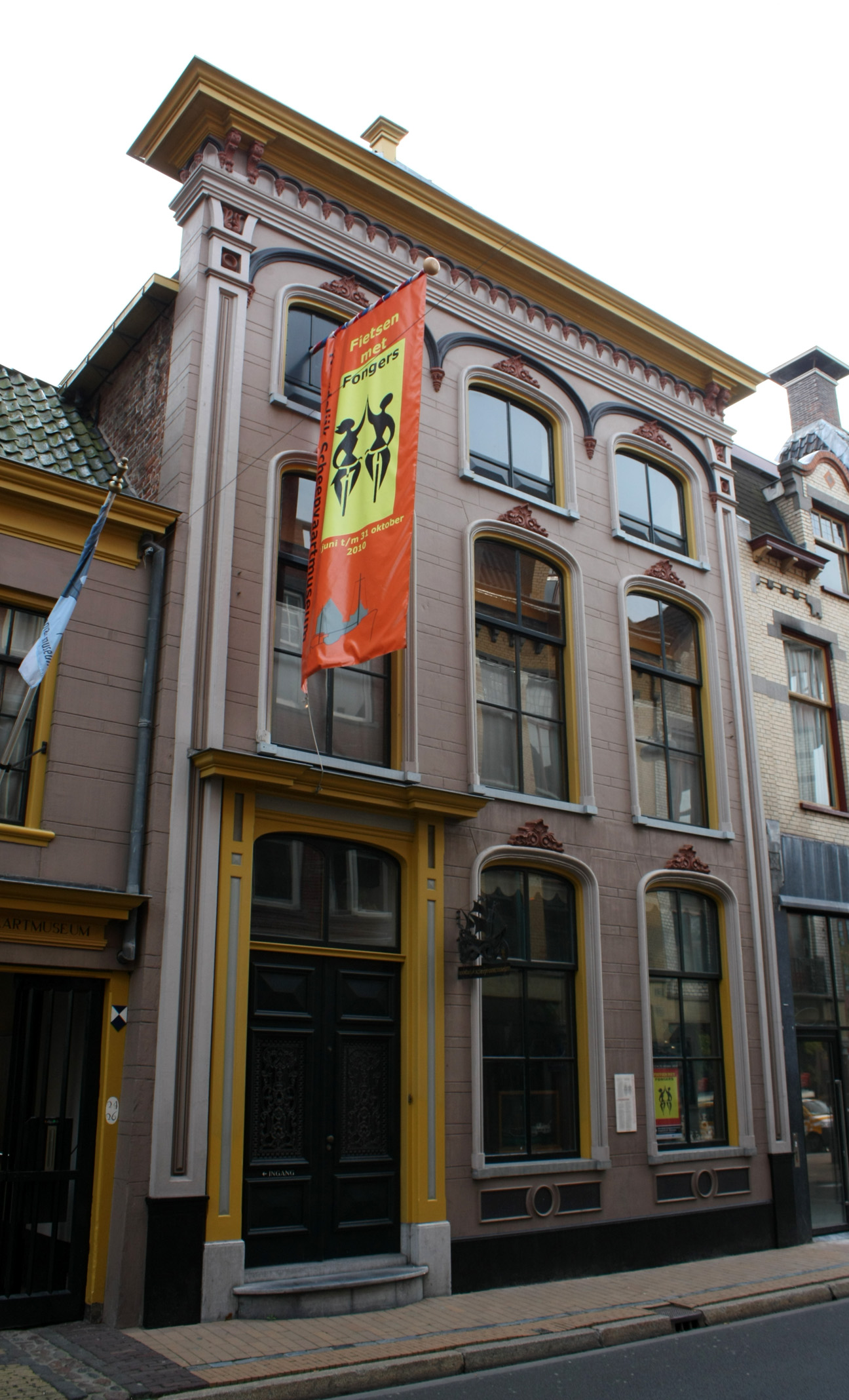
Brugstraat 26 in Groningen, Wohnhaus der Familie ab den 1470er Jahren

Canter entstammte einer Groninger Patrizierfamilie. Sein Vater Ghelmer Canter (um 1393 bis nach 1446) war dort Brauer und Beisitzer bei Gericht. Er immatrikulierte sich am 14. Oktober 1440 an der Artistenfakultät der Universität Köln, wo er am 2. November 1442 Baccalaureus wurde. In der Folge studierte er in Turin, Ferrara (dort Magister artium am 28. November 1444) und Löwen, promovierte schließlich zum Doctor iuris utriusque und ließ sich als Advokat in seiner Geburtsstadt Groningen nieder. Um 1489 ist er als Jurist und Bürger in Groningen nachgewiesen, wo er 1487 ein Prognostikon für den Humanisten Conrad Celtis erstellte.
Die Familie wohnte ab den 1470er Jahren in dem Haus Brugstraat 26, dessen vorheriger Eigentümer der Bürgermeister Rudolf Huinghe gewesen war. Daher die Bezeichnung Canterhuis für das Anwesen.
Er unterrichtete seine Söhne und Töchter selbst und legte Wert auf deren gründliche humanistische Bildung, sogar die Hausmagd soll Latein gesprochen haben. Auch seine Frau Abele soll gelehrt gewesen sein. Von den Söhnen werden Johannes, Andreas und Petrus von Agrippa von Nettesheim in dessen Vorrede seiner Kommentare zu Ramon Lull dankbar erwähnt, insbesondere Andreas wird von Nettesheim sein Lehrer in der „Kunst der Künste“ des Lullus genannt. Der 1471 in Groningen geborene Jacobus Canter trat als humanistischer Dichter in Erscheinung. Außerdem gab es die Töchter Ursula, die wegen ihres Verstandes als „Weltwunder“ (wonder der wereld) angesehen wurde, und Ghebbe, die Nonne im Kloster Yesse in Haren war.

## Schriften
- Prognosticum mit Widmungsvorrede des Autors an Kaiser Friedrich III. Friedrich Creussner, Nürnberg 1487. (Digitalisat).
- Prognosticum mit Widmungsbrief des Autors an Kardinal Marcus Barbus, Patriarch von Aquileja. Rom 1489. (Digitalisat)